# La paz perpetua (obra de teatro)
La paz perpetua es una obra de teatro de Juan Mayorga, estrenada en 2008.

## Argumento
Vagamente inspirada en el ensayo Sobre la paz perpetua de Inmanuel Kant la obra reflexiona sobre los límites del Estado de Derecho en la lucha antiterrorista y el dilema ético que constituye traspasar las líneas rojas por una causa supuestamente justificada. Bajo la atenta mirada del Ser Humano, el perro Casius se convierte en el árbitro de la competición a la que se someten otros tres canes, el rottweiler Odín, el pastor alemán Enmanuel y el cruce de razas John-John por alcanzar el ansiado collar blanco, que abre la puerta a formar parte del cuerpo de élite en la lucha contra el terrorismo. A lo largo de las pruebas, se les presentan diferentes dilemas éticos como el de torturar a un prisionero que presuntamente dispone de información sobre un posible atentado terrorista.

## Estreno
Estrenada en el Teatro María Guerrero de Madrid el 24 de abril de 2008, con dirección de José Luis Gómez, e interpretación de José Luis Alcobendas (Odín), Julio Cortázar (John-John), Israel Elejalde (Enmanuel), Susi Sánchez (Ser Humano) y Fernando Sansegundo (Casius).
En 2019 se representó en el Teatro Andamio 90 de Buenos Aires en un montaje dirigido por Guillermo Heras e interpretado por Emiliano Carrazzone, Mariano Mandetta, Julián Pucheta, Pedro Risi y Carlos Sims.